# فريزر ماكفيرسن
فريزر ماكفيرسن (بالإنجليزية: Fraser MacPherson)‏ (و. 1928 – 1993 م) هو عازف جاز، وعازف ساكسفون كندي، يستخدم آلات ساكسفون، توفي في فانكوفر، عن عمر يناهز 65 عاماً.

## روابط خارجية
- فريزر ماكفيرسن على موقع ميوزك برينز (الإنجليزية)
- فريزر ماكفيرسن على موقع أول ميوزيك (الإنجليزية)
- فريزر ماكفيرسن على موقع ديسكوغز (الإنجليزية)